# واکامیا اوجی باکوفو

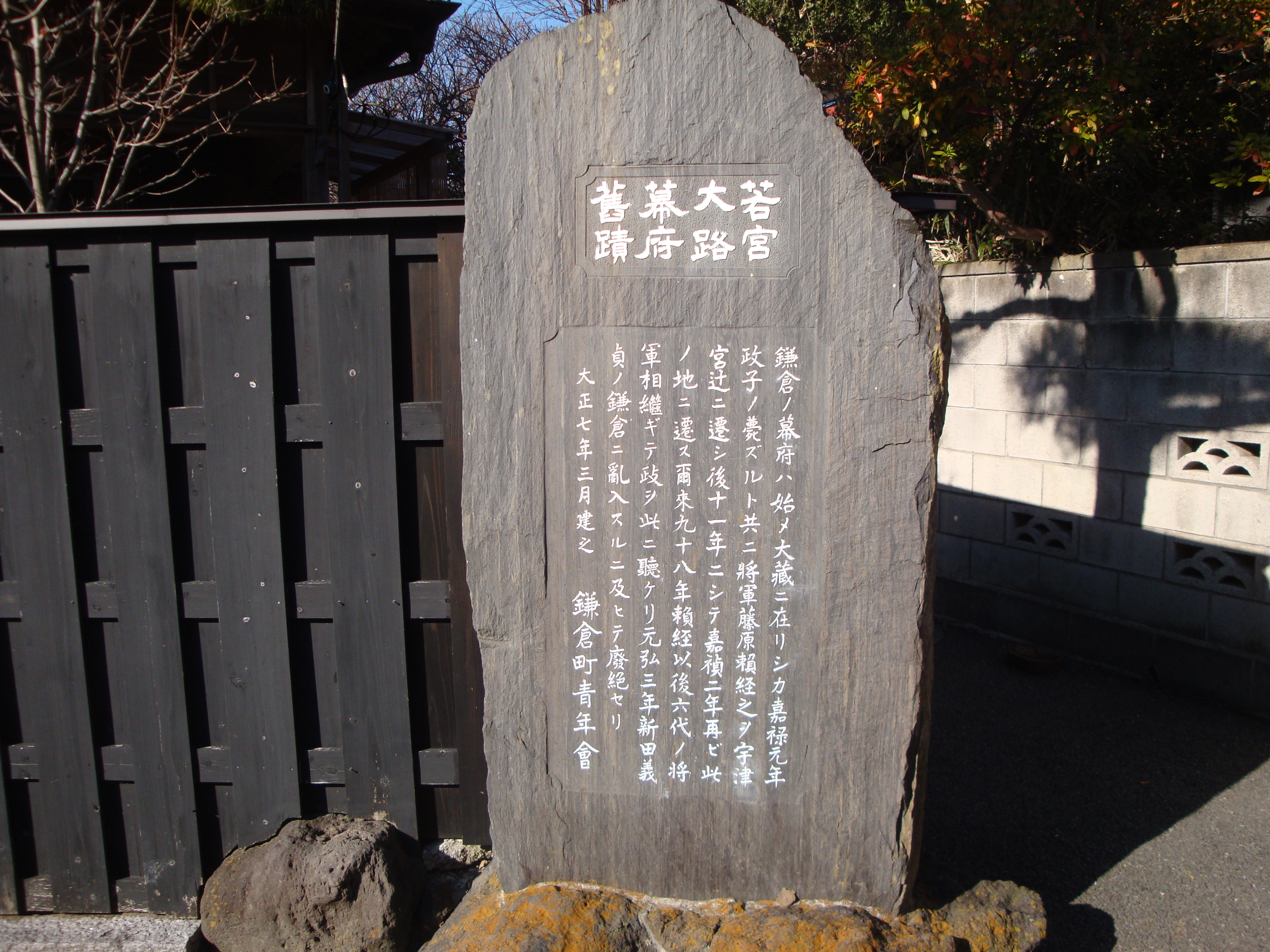
سنگ یادبود در محل آثار باقیمانده

واکامیااوجی باکوفو (به ژاپنی: 若宮大路幕府 わかみやおおじばくふ) نامی است که به سومین مقر دولت شوگون درشوگون‌سالاری کاماکورا داده شده است. این مکانی بود که کاخ امپراتوری (باکوفو) کاماکورا شوگون (کاماکورا-دونو) به مدت ۹۸ سال از سال ۱۲۳۶ (کائی ۲) تا سال ۱۳۳۳ (گنکو ۳) در دوره کاماکورا در آن قرار داشت. مربوط به یوکینوشیتای امروزی، شهر کاماکورا، استان کاناگاوا است. به آن واکامیا اوجی گوشو نیز می‌گویند.
این مکان از سال ۱۲۳۶ تا سال ۱۳۳۳ میلادی قصر شوگون در شوگون‌سالاری کاماکورا بود.